# Montgailhard
Montgailhard es una comuna francesa situada en el departamento de Ariège, en la región de Occitania.

## Historia
La comuna se denominó Montgaillard hasta el 31 de diciembre de 2021.

## Demografía
| 1007 | 1265 | 1434 | 1378 | 1312 | 1320 | 1476 |
| Para los censos de 1962 a 1999 la población legal corresponde a la población sin duplicidades (Fuente: INSEE [Consultar]) |      |      |      |      |      |      |